# رأس الجنز
رأس الجنز هو أقصى نقطة في شرق شبه الجزيرة العربية. يقع في محافظة جنوب الشرقية في سلطنة عمان. وهو موقع تعشيش للسلاحف الخضراء كما هو الحال أيضًا مع الشاطئ الموجود في قرية رأس الحد. فهي موطن لمحمية السلاحف الشهيرة. تم أيضًا إجراء اكتشافات أثرية مهمة في هذا الموقع، مما يدل على الارتباط بوادي السند في العصور القديمة.

## ميناء العصر البرونزي
في عام 1985، قام فريق فرنسي إيطالي بالتنقيب عن موقع ميناء يعود إلى العصر البرونزي (حوالي 2200 إلى 1900 قبل الميلاد). وُجِدَ مبنى كبير من الطوب اللبن يتألف من سبع غرف تفتح على ممر. يبدو أن المبنى كان بمثابة ورشة عمل للصناعة، حيث وُجِدت دلائل على معالجة المحار وقشرة السلاحف والصوان ومستحضرات التجميل المستخرجة من خام المغنيسيوم.
من بين المكتشفات، حوالي 20٪ من الخزف جاء من حضارة وادي السند. كما عُثِرَ أيضًا على شظايا خزفية منقوشة برموز كتابة وادي السند.
من بين أواني السند، عُثِرَ على جرار خزفية كبيرة في عُمان. يُنظر إلى وجودها في رأس الجنز كدليل واضح على التجارة البحرية. وهكذا، خلال الألفية الثالثة قبل الميلاد، يُحتمل أن عُمان كانت جزءًا من أنظمة تجارية عظيمة مرتبطة بالمحيط الهندي. يُفسَّر وجود هذه الجرار على أنها حاويات شحن للبضائع الجافة التي تُنقل عبر الماء.

## بقايا القوارب
يُقدّم اكتشاف شظايا وألواح من مادة البيتومين (القار) في الموقع معلومات حول إجراءات بناء القوارب المصنوعة من القصب والخشب. يُؤرَّخ هذه القطع إلى منتصف الألفية الثالثة قبل الميلاد.
تحمل قطع البيتومين آثارًا لحبال وحُصر من القصب وحزم قصب وتفاصيل أخرى لبناء القوارب. العديد منها مُغطى أيضًا ببرنقيل البحر. بناءً على هذه الاكتشافات، تم بناء واختبار نموذج لقارب بطول 12 مترًا يعود إلى منتصف الألفية الثالثة. تُشير هذه الاكتشافات إلى أن هذا الموقع كان ميناءً في العصر البرونزي يخدم السفن القادمة من وادي السند. لا يزال رأس الجنز معلمًا هامًا للسفن التجارية القادمة من باكستان والهند.

## معرض صور

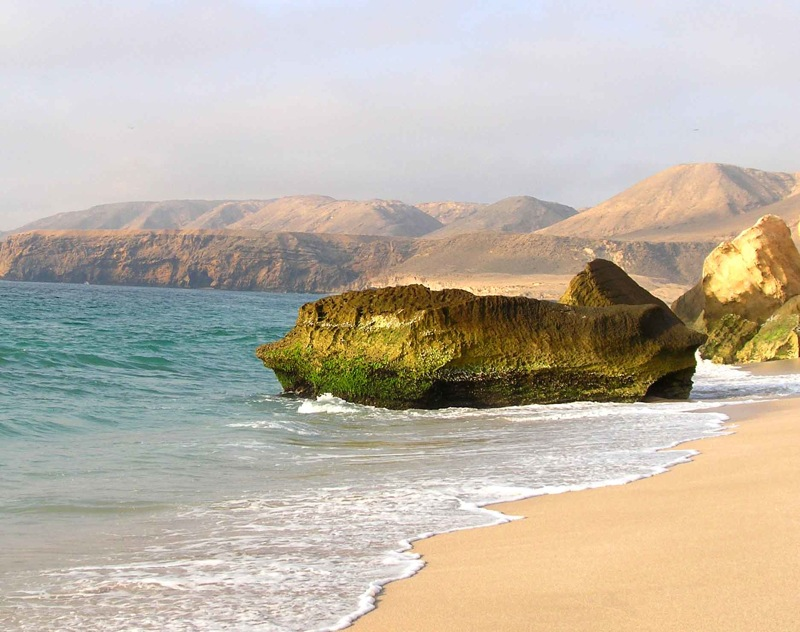
الشاطئ مع جبال الحجر الشرقية في الخلف

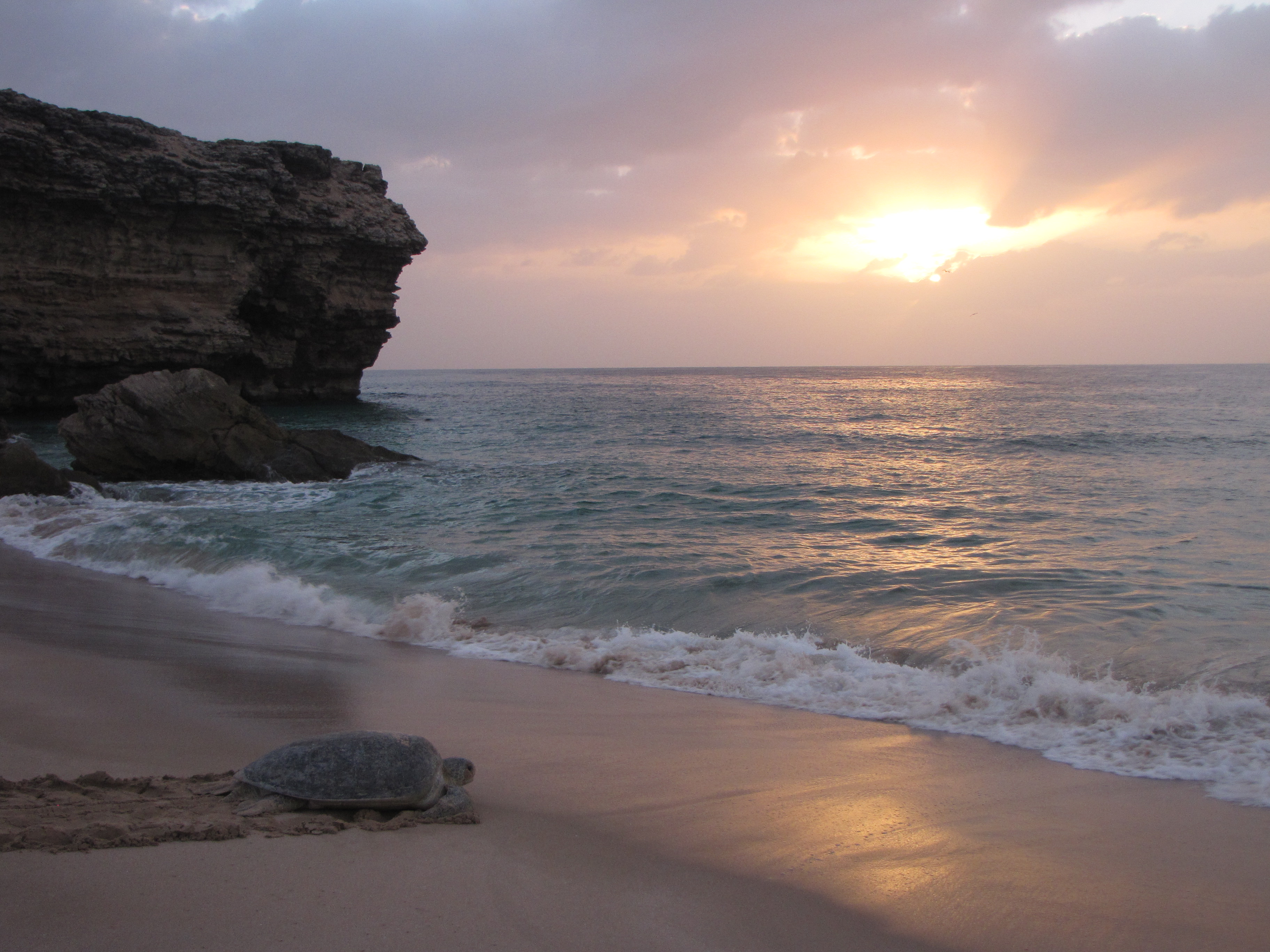
الشاطئ
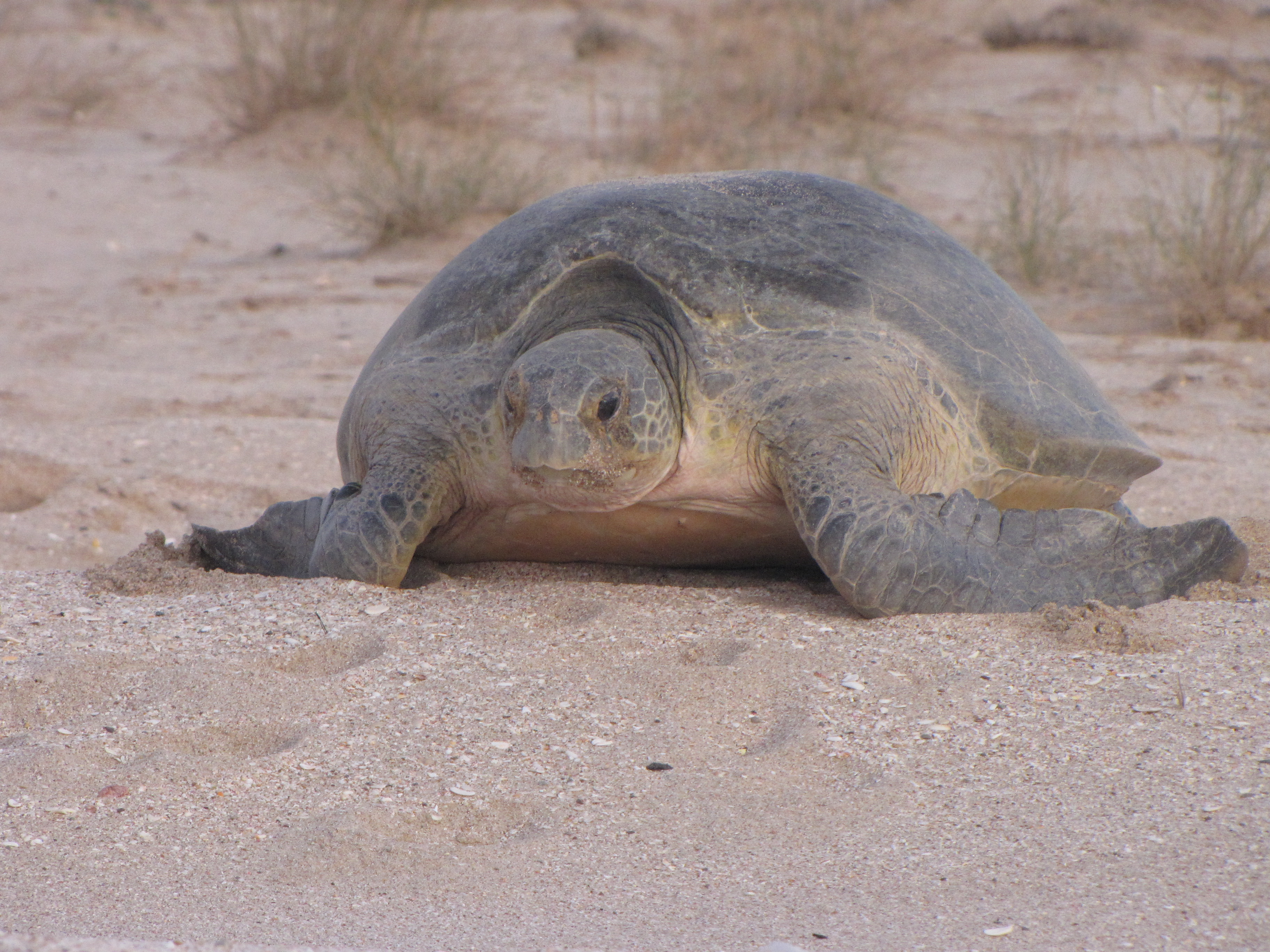
إناث تضع بيضاً
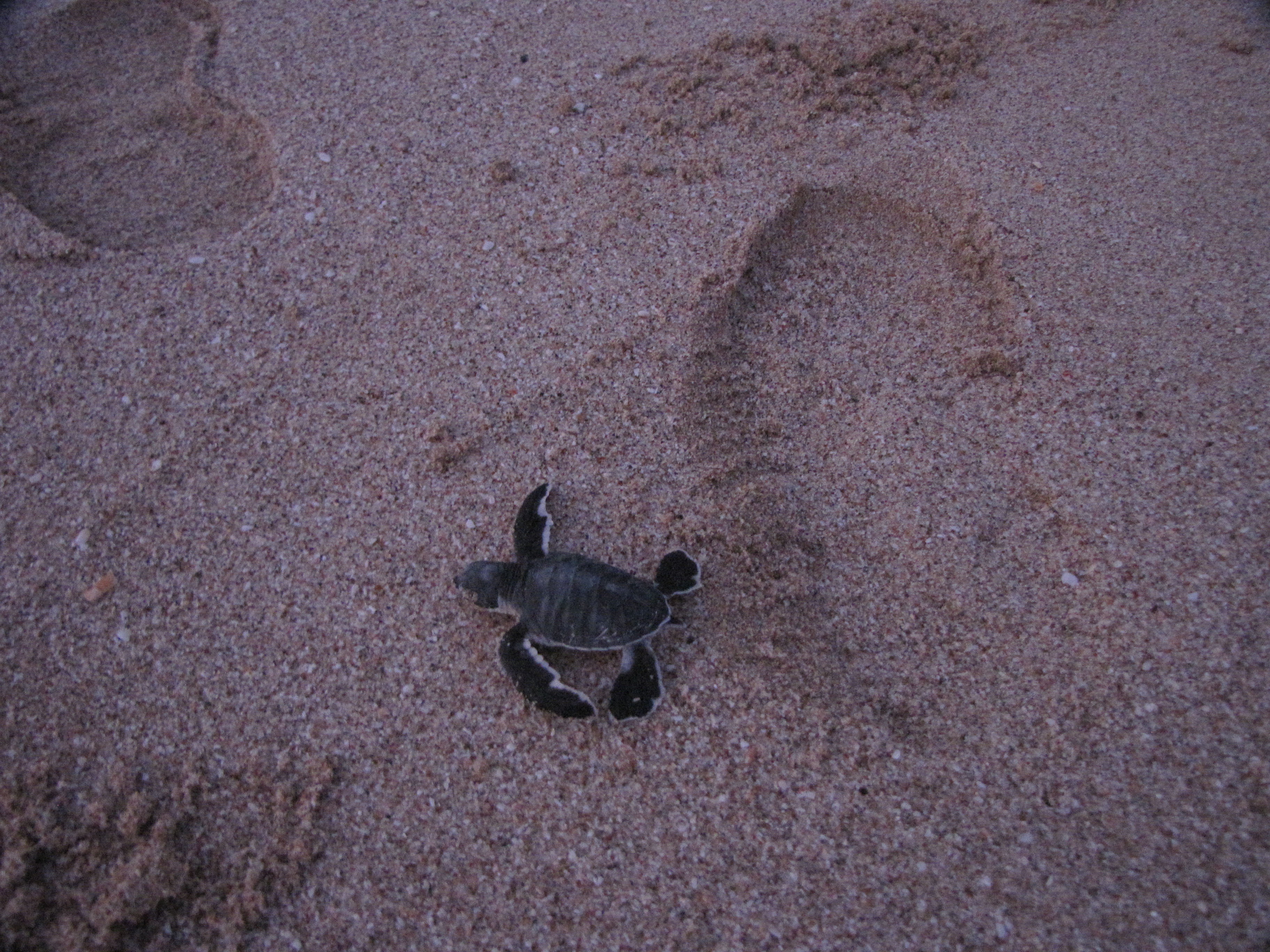
صغار فقست حديثًا
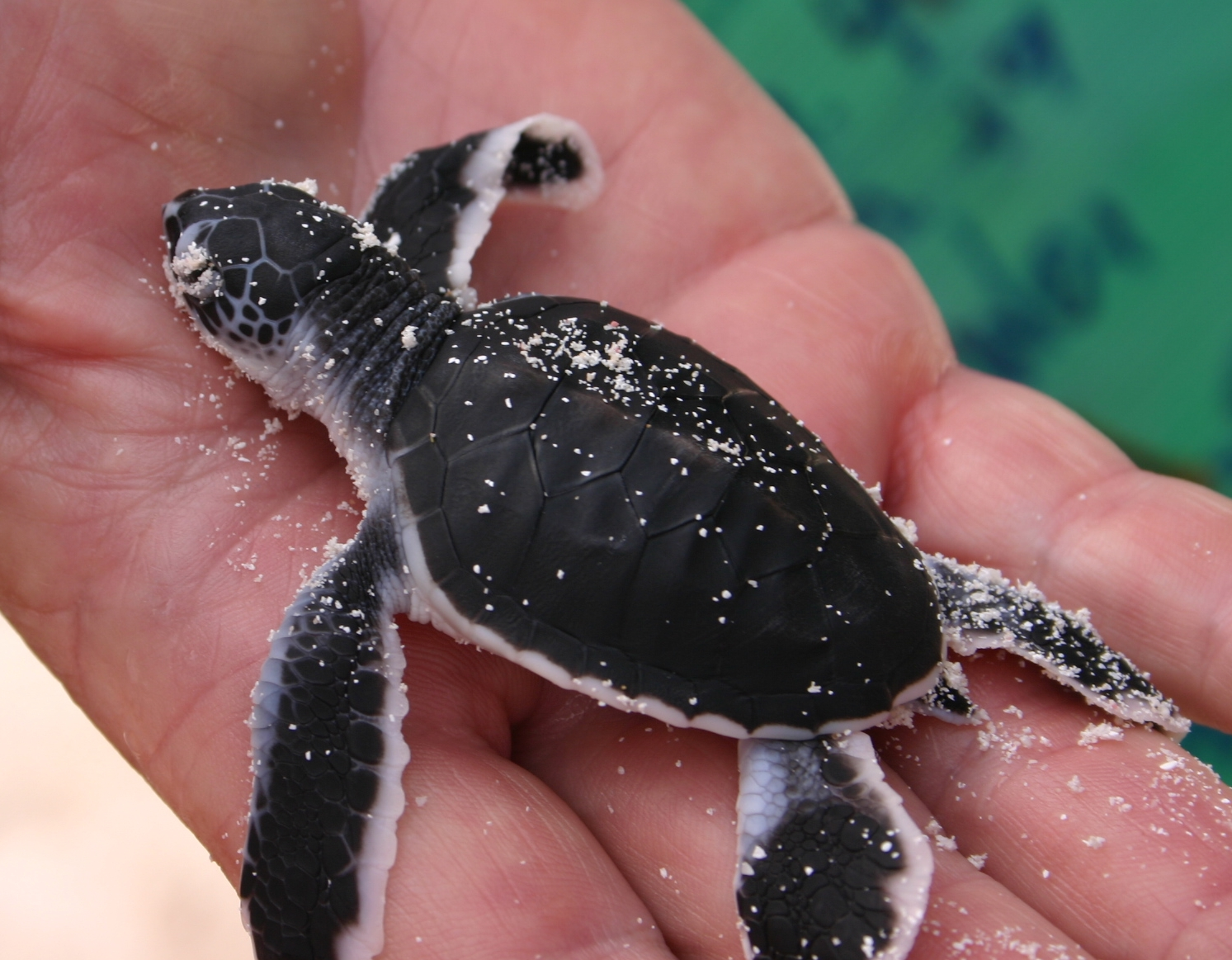
سلحفاة بحرية خضراء فقست